# Chihiro Muramatsu
Chihiro Muramatsu (Japans: 村松千裕, Muramatsu Chihiro) (Kofu, 22 mei 1998) is een tennisspeelster uit Japan.
Zij begon op zevenjarige leeftijd met het spelen van tennis.
Op het WTA-toernooi van Japan 2018 maakte ze haar WTA-debuut, door samen met Hiroko Kuwata een wildcard voor het vrouwendubbelspel te krijgen.

## Posities op deWTA-ranglijst
Positie per einde seizoen:
| jaar | rang enkelspel | rang dubbelspel |
| ---- | -------------- | --------------- |
| 2014 | 990            | –               |
| 2015 | 1101           | –               |
| 2016 | 559            | 753             |
| 2017 | 400            | 429             |
| 2018 | 405            | 349             |
| 2019 | 272            | 407             |
| 2020 | 211            | 410             |

## Palmares

### Gewonnen ITF-toernooien enkelspel
| nr. | finale     | toernooi | dotatie  | ondergrond | tegenstandster in finale | score          |
| --- | ---------- | -------- | -------- | ---------- | ------------------------ | -------------- |
| 1.  | 2019-11-24 | Bhopal   | $ 25.000 | hardcourt  | Karman Thandi            | 6-3, 3-1, opg. |

### Gewonnen ITF-toernooien dubbelspel
| nr. | finale     | toernooi | dotatie  | ondergrond | partner     | tegenstandsters in finale   | score    |
| --- | ---------- | -------- | -------- | ---------- | ----------- | --------------------------- | -------- |
| 1.  | 2017-12-03 | Antalya  | $ 15.000 | gravel     | Melis Sezer | Pia König Alina Silich      | 6-1, 6-4 |
| 2.  | 2019-07-14 | Turijn   | $ 25.000 | gravel     | Yuki Naito  | Mayar Sherif Melanie Stokke | 6-0, 6-2 |